# قناة الجيش
قناة الجيش هي ممر مائي صناعي في بغداد صوب الرصافة، وُضعَ حجرها الأساس عبد الكريم قاسم في 10 تشرين الأول 1960، وافتتحت في عهده في 15 تموز 1961، تبدأ القناة من شرق دجلة بين منطقة سبع أبكار ومحلة السيفية، وتُسمّى بدايتها صدر القناة، تُضخّ وتجري من هناك متجهةً نحو شرق بغداد ثم إلى جنوبها حيث تصبّ في نهر ديالى في منطقة الرستمية، في محلة 707، جنوب شرق بغداد، طول القناة 23 كيلومترا ونصف، وعرضها ثلاثة أمتار وعمقها متران ونصف (1). تحفّ بجانبي القناة مساحات خضراء، يليها طريقان سريعان متقابلان يتخللان بغداد من شمالها إلى جنوب شرقها. قال الدكتور عدنان رشيد في 15 آذار سنة 1983 «صدر القناة مرتفعٌ اليومَ عن دجلة بعدة أمتار ولا يمكن تسريب المياه إليه اليومَ إلا باستخدام المضخات».

## تاريخ

التصميم الأساسي، غير المنفَّذ، لمدينة بغداد سنة 1958، وتظهر في الخارطة 3 مسارات لقنوات مائية، لم تُشقّ إلا قناة الجيش في صَوب الرصافة بعد زحزحة مسارها شرقاً

بيّنَ تقرير إحصاء المساكن سنة 1956م أن نصف مساكن بغداد صرائف وأكواخ يحيط بعضها بمدينة بغداد، فاتخذت الحكومة قراراً بإسكان أصحاب الصرائف سنة 1959، وأنشأت 911 داراً في مدينة الثورة شرق بغداد، ووضعت شركة دوكسياوس اليونانية تصميماً جديداً لمدينة بغداد تضمّنَ شقّ 3 قنوات في بغداد، اثنتان في الرصافة، وواحدة في الكرخ، ولم تُنفذ البلدية إلا قناة واحدة سنة 1960، سُمّيتْ قناة الجيش، وقد زُحزِحَ مسارها إلى الشرق والشمال الشرقي تجنباً للاضطرار إلى استملاك أراضي واسعة للمواطنين كانت تعترض بعض مسار القناة الأساسي، كان نهر شطيط المندثر جزءاً من مسار القناة الجديدة التي رُبطَ بها، وأُنجزت القناة في أشهر معدودة، وكان للطريقين المتقابلين في جانبي القناة أثر في توسّع الجانب الشرقي من بغداد، وفقاً لتحليلات مختبرية عرضها الباحث مهدي الصحاف في كتابه «الموارد المائية في العراق وصيانتها من التلوث» المنشور سنة 1976 قال مهدي الصحاف «ويلاحظ من التحليلات المختبرية السابقة مدى تلوث مياه قناة الجيش وخاصة منطقة الصليخ ومدينة الثورة نتيجة لتأثيرها بمجاري میاه الأمطار التي تصب في هذا الجزء منها وهذا نموذج آخر عن مدى تأثير مياه الأمطار على تلوث المياه السطحية وارتفاع نسبة B0D»، ومنذ الثمانينات، صارت قناة الجيش شديدة التلوث بما تحمله من مياه مجاري غير معالجة قادمة من بعض المناطق السكنية، وكانت تُصبّ في القناة مياه الصرف الصحي من منطقة جميلة السكنية، وفي أواخر عام 2009، كانت الوحدة الهندسية للجيش العراقي قد أزالت مخلفات القذائف والأسلحة التي في القناة وجوانبها، وقد كانت جوانب القناة مخبأ اتخذته الجماعات المسلحة لتخزين أسلحتها قرب حافّتي القناة إذ يكثر هناك القصب والحشائش فتكون ساتراً طبيعياً للأسلحة، وقد قُصفت بعض تلك المواقع بقذائف عنقودية.

### تسميتها
قال حاكم محسن الربيعي"بُنيت قناة الجيش لتسهيل وصول المياه إلى سكان هذه المدينة مدينة الثورة وهي قناة حفَرها الجيش ولذلك سُمّيت باسمه بعد أن حددت الشركات اليابانية في حينه ثلاث سنوات ونصف لحفرها، وهي مدة طويلة لذلك كلّف الجيش بحفرها.

### مناقصة إنشاء القناة

مسار قناة الجيش باللون الأزرق من شمال بغداد إلى جنوب شرقها.

نشرت جريدة المدى ما رواه المهندس هشام المدفعي في مذكراته فيما يتعلق بمشروع إنشاء القناة، إذ قال «طلب الزعيم قاسم مني أن أشرح له مشروع قناة الجيش وشرح تقرير الإحالة. فتحت الخرائط وبدأت بالحديث عن المشروع وأهميته، وملاحظاتنا حول المناقصين المتقدمين وأسعارهم وخبراتهم. وذكرت أن مقترحنا هو إحالة المشروع إلى المقاول الثاني، لكونه عراقي، وعدم تحويل العملة الصعبة، وتشجيع المقاولين العراقيين، إضافة إلى أن الفرق بالأسعار هو قليل. وعندما استفسرنا من المقاول عن سبب ارتفاع سعره، بيّن أن عدم استقرار سوق العمالة، وعدم إمكانية تجاهل طلب العمال لزيادة أجورهم، كان السبب في ارتفاع سعر مناقصته. سألني الزعيم عبد الكريم قاسم: وما هو رأيك؟ وكم تقدر أن ينقص المقاول من أسعاره ليكون مؤهلا لإحالة العمل إليه؟. أجبت: إن تم تخفيض السعر المقدم بنسبة عشرة بالمئة، فأنا أعتقد أن ذلك مقبول، لكون العمل يحتاج وضع تصاميم تفصيلية للمشروع أيضا. فسألني: وماذا عن الجسور فوق القناة؟. أجبت: أن ذلك سيأتي في مناقصة لاحقة. اعترض قاسم على ذلك، وقال: ماذا يحدث لو تأخر إنشاء الجسور وأراد الجيش أن ينسحب من بغداد لأي سبب؟. لم يكن عندي جواب سوى قولي: علينا إذن أن نعلن عن مناقصة الجسور فورا. أجابني: كلّا.. إطلب من المقاول الأول أن يصمم ويشيد الجسور.. وضغط على زر الجرس المعلق فوق المائدة، وطلب من المرافق إحضار المقاول أو من يمثله، وأضاف أن طعام الغداء (الكباب من ساحة الميدان) سنتناوله معا لحين حضور المقاول. والتفتَ إلى الأستاذ محمد حديد وتحدث حول إمكانية السيطرة على أجور العمال، وتأثير ذلك على المشاريع. أجاب حديد بأنه متفائل بأن ذلك لا يحدث بالشكل الذي تصوره الآخرون….وبعدها جاء المرافق وقال: سيدي حضر ممثل المقاول…. شرح الزعيم سبب لقائه هذا، وطلب من ممثل المقاول تخفيض أسعار المناقصة المقدمة، بعد أن طمأنه بعدم حدوث زيادة في أجور العمال، فتم الاتفاق على تخفيض السعر بنسبة 10 بالمئة، وأبلغ ممثل المقاول بأن المشروع سيُحال إلى شركته. وفي الختام اتخذ القرار وانصرفنا بعد الاستئذان. وأصبح المشروع من أعمال أمانة العاصمة.».

## اهداف انشاء القناة
كان الهدف الأول لحفر القناة هو تجنب الفيضان الموسمي لمياه دجلة في بغداد، وقد كان الماء من قبل يفيض من دجلة ويسيل إلى أراضي بغداد فتغرق المدينة ويُدمَّر كثير من بنيانها، غيرَ أنّ عبد الكريم قاسم أعلن يوم افتتاحها أنها ليست قناة فحسب، بل مشروع إسكان كبير، وقد افتتحت بعد ذلك مدينة الثورة، شرق بغداد، وسكنها آلاف العوائل التي كانت تسكن في مساكن عشوائية بين مياه آسنة،  وحدثت قفزة عمرانية في بناء أحياء سكنية جديدة على جانبي القناة. ومنذ عام 1961 زالت كل الصرائف تقريباً. وقد كان لإنشاء القناة تشجيع للذين يسكنون المناطق الجديدة خلف السدة بأنهم ليسوا بعيدين عن النهر وليرغبهم في تشييد تلك المناطق بالسرعة الممكنة.

## جسور القناة
يعبر فوق قناة الجيش 15 جسر تربط بين ضفتي القناة وهي:
| الجسر        | يربط بين                                      |
| ------------ | --------------------------------------------- |
| جسر الشعب    | مدينة الشعب مع صليخ                           |
| جسر البنوك   | البنوك مع حي القاهرة                          |
| جسر الطالبية | الطالبية وجميلة مع شارع فلسطين وحي القاهرة    |
| جسر جميلة    | جميلة مع شارع فلسطين                          |
| جسر مظفر     | مدينة الصدر مع شارع فلسطين                    |
| جسر الداخل   | مدينة الصدر مع شارع فلسطين                    |
| جسر وهران    | مدينة الصدر مع شارع فلسطين                    |
| جسر الغدير   | البلديات مع الغدير وزيونة                     |
| جسر المشتل   | المشتل مع بغداد الجديدة                       |
| جسر الأمين   | حي الأمين مع بغداد الجديدة                    |
| جسر الرستمية | حي الأمين مع الرستمية                         |
| جسر الزهور   | سريع محمد القاسم مع قناة الجيش، بطول 470 متر. |

## مشروع القناة الترفيهي

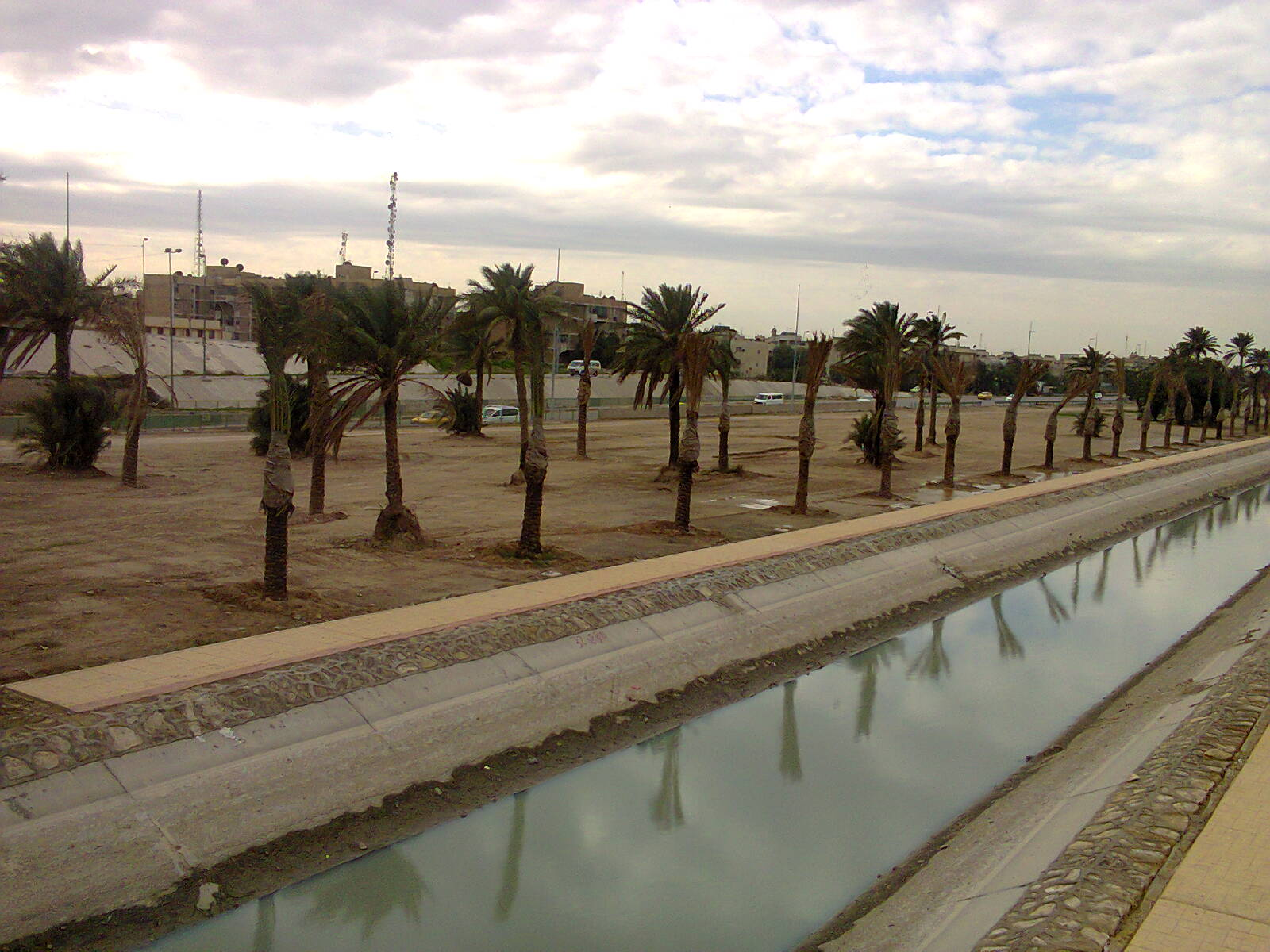
جانب من قناة الجيش سنة 2015

مصطفى الكاظمي يتفقد مشروع تأهيل وتنظيف قناة الجيش يوم 15-1-2021

في حزيران 2011 ابتدأ مشروع تطوير قناة الجيش بطريقة الإحالة وليس بالمناقصة، فكان التعاقد مع شركة المقاولون العرب وشركة الغري الأردنية، التي يملكها شخص عراقي، بتكلفة قدرها 146 مليون دولار، اشتمل المشروع على تنظيف جوانب القناة وتبليط حوافها ومنع صبّ المياه الآسنة فيها، وإنشاء مواقف سيارات وحدائق أطفال ومقاعد ومطاعم ومسارح، ظل تنفيذ المشروع حتى عام 2015 حين غمرت مياه الأمطار بعض مناطق شرق القناة فاضطرت أمانة بغداد إلى صرف مياه الأمطار إلى قناة الجيش فَخُرّب الجزء المنفذ من المشروع وتوقف إلى حين تخصيص أموال لاستئنافه من جديد.

### جدوى المشروع
طريق القناة هو طريق سريع يقطع بغداد من شمالها إلى جنوب شرقها، وتساق فيه الشاحنات الكبيرة المزعجة، والمثيرة للغبار، التي تمرّ على جوانب القناة حيث تقع مشاريع الترفيه، فيكون ذلك سبباً في إضعاف جدوى المشروع، غيرَ أنّ أمانة بغداد ترى أنّ المشروع استراتيجي، وأنّه ستكون له فوائد إستراتيجية في توسعة المساحات الخضراء في بغداد، وإنشاء أنشطة تجارية، وإزالة التجاوزات السكنية العشوائية.

### فساد المشروع
في يوم 11 حزيران عام 2020، أعلنَ رئيس وزراء العراق مصطفى الكاظمي أن مشروع صدر القناة في بغداد كلّف أكثر من مليار دولار، وقال إن موقع المشروع أصبح مَكبّاً للنفايات.

### قسم قناة الجيش البلدي
في يوم 25 حزيران عام 2020، أعلنت أمانة بغداد، عن إنشاء «قسم قناة الجيش البلدي» ضمن أقسام البلدية، يتولى متابعة أعمال القناة الخدمية التي تمتد من صدر القناة أقصى شمال بغداد وحتى الرستمية جنوب شرقها. وذكرت الأمانة أن«القسم سيقوم بإحياء القناة وإدامتها باستمرار من خلال رفع المشوهات وتقليم الأشجار وتكريب وسقي النخيل ورفع واستبدال الحشائش اليابسة بالإضافة إلى تنظيف حوض القناة وصيانة المجسرات والأنفاق وصيانة شبكة الإنارة». و«القسم سيتولى أيضا العمل على تنظيم أكتاف القناة وإدامة وتأهيل المنشآت المنفذة وغيرها من الأعمال الأخرى..». محطات السقي المخصصة لسقي الأشجار على حافّتي القناة عددها 10 محطات.

## الهوامش
- «1»: هذا العمق وفقاً لقول مستشار رئيس الجمهورية شروان الوائلي المنشور في شهر آب سنة 2015، وذكرت مجلة Selected Water Resources Abstracts التي نشرتها وزارة الداخلية الأمريكية سنة 1982، أن عمق القناة متر ونصف.[7]